# Renea singularis
Renea singularis é uma espécie de gastrópode da família Aciculidae.
É endémica de França.